# Wszyscy jesteśmy Chrystusami
Wszyscy jesteśmy Chrystusami es una película de comedia dramática polaca de 2006 dirigida por Marek Koterski. Es la séptima de una serie de películas de nueve capítulos sobre el personaje Adaś Miauczyński, creado por Koterski. Cada historia muestra un aspecto o época diferente de su vida, a menudo con poca continuidad entre ellas.
Wszyscy jesteśmy Chrystusami se centra en la adicción al alcohol del protagonista y su relación con su hijo, Sylwuś, con énfasis en la forma en que el alcoholismo del padre ha causado un trauma de por vida a la pareja. Miauczyński es interpretado en la película por dos actores, Marek Kondrat y Andrzej Chyra, cada uno de los cuales lo encarna en una etapa diferente de su vida.

## Reparto
- Marek Kondrat como Adaś Miauczyński a los 55 años
- Andrzej Chyra como Adaś Miauczyński a los 33 años
- Michał Koterski como Sylwek
- Janina Traczykówna como la madre de Adaś
- Małgorzata Bogdańska como esposa de Adaś
- Tomasz Sapryk como ángel de la guarda
- Marcin Dorociński como ángel malvado
- Andrzej Grabowski como amigo de Adaś
- Marian Dziędziel como amiga de Adaś
- Jan Frycz como amigo de Adaś
- Artur Żmijewski como amigo de Adaś
- Paweł Królikowski como amigo de Adaś
- Andrzej Zieliński como amigo de Adaś
- Ewa Ziętek como profesora de Sylwek
- Patrycja Soliman como periodista

## Estreno
La película fue estrenada el 21 de abril de 2006 en Polonia.